# Сикоцу-Тоя
Сико́цу-То́я — национальный парк в западной части острова Хоккайдо, Япония.

## Название
Название получил от вулканических озёр Сикоцу и Тоя, расположенных на его территории.

## Описание
Общая площадь парка составляет 993,02 квадратных километра. Популярный горячий источник курорта Ноборибецу также расположен на территории парка.
Парк можно условно разделить на пять областей:
- горы Йотей
- территория между озером Тоя, вулканом Усу и горой en:Shōwa-shinzan
- территория вокруг горячих источников Ноборибецу и озера Куттара
- территория между озером Сикоцу и вулканами Тарумаэ и Энива. У подножия горы Тарумаэ на северо-западной стороне можно найти впечатляющие замшелые пещеры.